# Hannah (filme de 2017)
Hannah é um filme de drama italiano de 2017 dirigido por Andrea Pallaoro. Foi exibido na principal seção de competição do 74.º Festival Internacional de Cinema de Veneza, no qual Charlotte Rampling ganhou o Coppa Volpi de Melhor Atriz.

## Sinopse
A rotina pela qual Hannah tenta desesperadamente se agarrar, entre o trabalho, as aulas de teatro e a natação, se rompe após a prisão do marido. Por que ele foi preso? Por que a mulher se esconde de seus vizinhos? Por que seu filho não quer nada com ela e a impede de ver seu sobrinho? As pistas para responder a esses dilemas estão lá, escondidas nos silêncios e disseminadas nas dobras de uma dor não expressa, mas as respostas são na verdade bem marginais. No centro de cada cena está Hannah: seu mundo interior explorado sem julgamentos morais, um colapso que brilha com perturbadora compostura dos gestos, dos olhares, dos breves momentos de subsidência.

## Elenco
- Charlotte Rampling como Hannah
- André Wilms como o marido de Hannah
- Luca Avallone como Albert
- Jean-Michel Balthazar como Chris
- Fatou Traoré como o professor de teatro
- Ambra Mattioli como o cantor

## Recepção
No site Rotten Tomatoes, o filme detém uma classificação de aprovação de 91% com base em 22 comentários, e uma classificação média de 7,2 / 10.